# Сергей Капустник

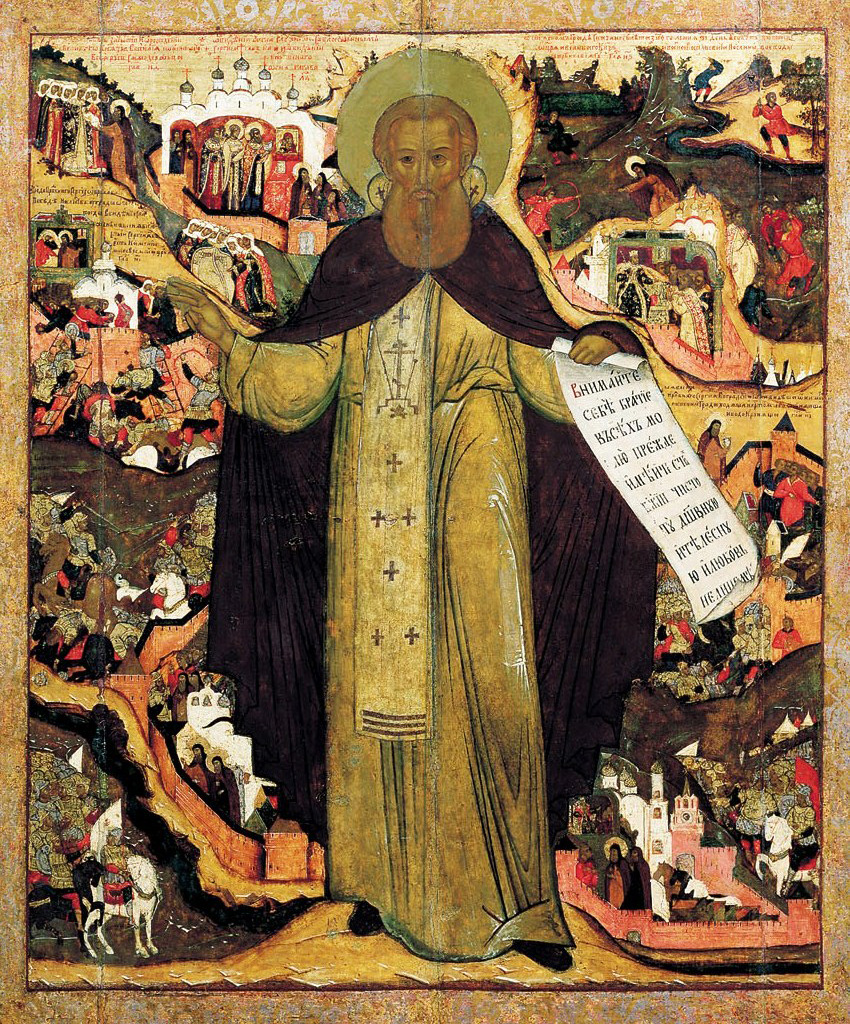
Сергий Радонежский. Средник иконы, середина XVII в.

Серге́й Капу́стник — день народного календаря славян, приходящийся на 25 сентября (8 октября).  Название дня происходит от имени святого Сергия Радонежского. В этот день толокой рубили капусту для закваски, забивали на продажу кур, готовились к свадебному сезону. Девушки и парни собирались на капустную толоку, где много шутили, ёрничали, пели, стараясь «показать себя».
С XIX века «капустники» в городах без привязки к дню стали проводить театральные актёры, как небольшое юмористическое театральное представление-розыгрыш с элементами импровизации, заканчивающееся угощением пирогами с капустой. Проходили нередко в доме или на квартире одного из участников. Во второй половине XIX века на актёрском профессиональном жаргоне капустником называлась пирушка по случаю окончания зимнего сезона.

## Другие названия дня
рус. Капустки, Капустник, Сергей-курятник, Сергей; бел. Ефрасіння, Сяргей, Герман, Пафнуцій.

## Обряды и поверья
В России рубку капусты начинали с переломного дня (от лета к осени) и в зависимости от местности это был день Воздвиженья (14/27.IX) или  Сергея-капустника (25.IX/8.X), а в Сибири — Богородицкий день. У русских во многих сёлах капустенские вечера длились две недели, начиная с Воздвиженья.
На капустки девушки (капустницы) приходили, чтобы помочь той или иной семье в заготовке на зиму капусты. Это делалось с весёлыми песнями; «гостьям подносилось сусло-пиво, ставились сладкие меда, подавались угощенья-заедки разные». На капустки нередко приглашали семьи, в которых были дочки на выданье. Количество приглашённых зависело от урожая капусты у хозяина дома. Как правило, собиралось не менее 10–15 девушек. Парни приходили незваными.
Нарядно одетые капустницы, входя в дом, поздравляли хозяев с капустой, как с праздником. Хозяйка, поздоровавшись и высказав комплименты капустницам, показывала место для рубки. Девушки рубили капусту принесёнными с собой сечками. Через некоторое время приходили парни и развлекали их шутками, комплиментами, помогали закрывать кадки, наполненные капустой, относить их в подполье. Капустки устраивались и в небольших провинциальных городах. И. П. Сахаров писал о капустках («капустницах»): «Это народное торжество, отправляемое горожанками, известно во многих местах. В Алексине, уездном городе Тульской губернии, девушки в богатых уборах ходят с песнями из дома в дом рубить капусту. В домах, где приготовлена для гостей капуста, убирается особенный стол с закусками. За девицами является молодежь со своими гостинцами высматривать невест. Вечером по всему городу разыгрываются хороводы».
Каждая девушка, отправляясь на капустки, надеялась, что её заметит хороший парень и посватается к ней после Покрова. По поверью, чтобы это произошло, она должна была в Воздвижение семь раз произнести заклятие: «Крепко мое слово, как железо! Воздвигни, батюшка Воздвиженьев день, в сердце добра молодца (имя) любовь ко мне, красной девице (имя), чтоб этой любви не было конца-веку, чтобы она в огне не горела, в воде не тонула, чтобы её зима студеная не знобила! Крепкое мое слово, как железо».
В Польше почти каждый хозяин приглашал для подготовки капусты девушек — чаще всего из соседних домов, которые очищали капусту от верхних листьев до ночи. По завершении работы хозяйка угощала их ужином, после которого приходили парни с вином и рубили капусту. По окончании работы парни ужинали и танцевали с девушками.
У поляков обычно после Посевной Богородицы (пол. Matka Boska Siewna) хозяева начинали рубить капусту. При этом  избегали рубить в понедельник и субботу. По очереди почти каждый хозяин призывал на оберачки (пол. obieraczki) соседских девушек. Они до темна очищали капусту, после чего хозяйка угощала их ужином. После ужина приходили парни с вином, заносили большую бочку, рубили капусту тесаками и складывали в бочку. После окончания рубки хозяйка также угощала ужином парней, а после они танцевали с девушками — оберачками.

## Поговорки и приметы
- С Сергия начинается, а с Матрёны устанавливается зима (Сев. губ.)[13].
- Зимний путь устанавливается в четыре семины (седьмицы) от Сергия[13].
- Сергей Капустник — на Сергия капусту рубят[13].
- На Успение огурцы солить, на Сергия капусту рубить[14].